# Maria Celeste (navio)
O Maria Celeste foi um pequeno navio cargueiro de propriedade da Companhia de Navegação São Paulo, construído em 1944. Em 16 de março de 1954, o navio foi atingido por um incêndio durante a operação de descarga de combustíveis em São Luís, Maranhão, e afundou após queimar por três dias consecutivos, deixando 16 mortos.

## Histórico
O navio foi construído no estaleiro Kane Shipbuilding Corp., em Galveston, Texas. Foi terminado na segunda metade de 1944 e entregue ao Corpo de Transporte (Transportation Corps) do Exército dos Estados Unidos, com o nome Y-106. No final da Segunda Guerra Mundial, foi uma das 76 embarcações que integraram o comboio NY119, transportando cargas de Nova York para Falmouth entre setembro e outubro de 1944. Após o fim da guerra, em 1946, a embarcação foi vendida e chegou a Brasil, onde recebeu o nome de Maria Celeste.

## Incêndio
Um incêndio se iniciou na embarcação na manhã de 16 de março de 1954, quando estava ancorada para descarga próximo ao cais da Praia Grande, em São Luís, a pouco mais de 500 metros da costa. A carga consistia em 2 000 tambores de gasolina, 1 500 tambores de óleo diesel e 850 volumes de carga geral, totalizando 744,5 toneladas, e havia duas alvarengas ao lado do navio, recebendo carga deste. Não foi possível determinar a causa exata do incêndio. Foi noticiado que o fogo começou quando um cilindro de gasolina foi atingido por uma faísca, que havia saído do tambor de um guindaste enguiçado. Outra versão afirma que a fagulha se originou de uma falha elétrica. Segundo alguns estivadores, a faísca teria atingido gasolina derramada numa das duas alvarengas, alastrando-se para o Maria Celeste.
O fogo se espalhou rapidamente pela carga inflamável, disposta no convés, atingindo também as duas alvarengas. Vendo a situação, o comandante Ornilo da Costa Monteiro ordenou que o navio fosse abandonado, pois nada mais podia ser feito. Os resgates dos tripulantes e estivadores foram feitos voluntariamente por barqueiros da cidade, já que nenhuma autoridade marítima dispunha de lanchas para esse fim em São Luís. A aproximação do navio era difícil, pois as constantes explosões lançavam para o alto os tambores, que vazavam ao cair na água, criando "poças" de combustível em chamas. As labaredas na embarcação e a enorme coluna de fumaça atraíram para a Praia Grande uma multidão, que assistia impotente ao acontecimento.
O navio queimou continuamente por três dias, até que afundou, na manhã de 19 de março. Ao todo, o acidente matou 16 pessoas, sendo 12 estivadores e 4 tripulantes. Um dos sobreviventes da tragédia foi Apolônio Melônio, cantador do Bumba-meu-boi da Floresta e uma das figuras mais importantes do folclore maranhense. Apolônio, falecido em 2015, trabalhava como estivador na época. Há poucas informações a respeito da retirada dos destroços do local, mas há o registro de um cúter que afundou ao colidir com o casco submerso do navio, em 1967.

## Acidentes anteriores
O Maria Celeste já havia passado por dois acidentes. Na noite de 18 de agosto de 1949, a embarcação colidiu com uma pedra na Ilha da Galé, em Santa Catarina, após deixar o porto de Florianópolis. O prático havia navegado sem problemas usando como referência os faróis de Anhatomirim, Arvoredo e da Ilha de São Pedro, e deveria avistar o farol da Ilha da Galé a seguir. Porém, devido a rápidas mudanças meteorológicas, o navio acabou atingindo uma rocha na ilha, havendo entrada de água no navio. Foi constatado que havia um nevoeiro na área e que as correntes marítimas eram fortes na ocasião.
Em 29 de agosto de 1952, por volta das 11h, o Maria Celeste colidiu com o navio Atlântico no canal de Setiá, na Lagoa dos Patos. O tempo estava bom e a corrente, calma, mas o canal estreito exigia manobras precisas. O piloto do Maria Celeste tentou ultrapassar o Atlântico. Após perceber que o navio Herval vinha no sentido contrário, tentou desviar, e acabou abalroando o Atlântico por bombordo, levando este a encalhar.